# Lee G. Pondrom
Lee Girard Pondrom (* 26. Dezember 1933 in Dallas) ist ein US-amerikanischer experimenteller Hochenergiephysiker.
Pondrom studierte an der Southern Methodist University mit dem Bachelor-Abschluss 1953 und an der University of Chicago (unter anderem bei Gregor Wentzel und Enrico Fermi) mit dem Master-Abschluss 1956 und der Promotion 1958 bei Albert Crewe und Uli Kruse. Thema der Dissertation war Pionproduktion in Proton-Proton Stössen am Zyklotron der Universität Chicago. Danach war er zwei Jahre bei der U.S. Air Force. 1960 bis 1963 war er Instructor an der Columbia University (Nevis Lab), an der damals Jack Steinberger, Melvin Schwartz und Leon Max Lederman waren und damals ihr berühmtes Neutrinoexperiment ausführten. 1963 ging er als Associate Professor an die University of Wisconsin, an der er 1969 Professor wurde. 1997 bis 2000 stand er der Physik-Fakultät vor.
Pondrom experimentierte am Zyklotron in Chicago, am Brookhaven National Laboratory, dem Pennsylvania-Princeton Accelerator und am Zero Gradient Synchrotron (ZGS) des Argonne National Laboratory, bevor er ab etwa 1970 hauptsächlich am Fermilab aktiv war. Er war dort in verschiedenen Komitees, zeitweise Sekretär der Fermilab Users Organization und Vorstand des Physics Advisory Committee (PAC) des Fermilab (1981/82).
Für Experimente zu Polarisation und magnetischem Moment von Hyperonen 1974 bis 1985 am Fermilab erhielt er 1994 den Panofsky-Preis mit Thomas J. Devlin.
Ab 1980 war er Mitglied der CDF Kollaboration am Fermilab (damals geleitet von Alvin Tollestrup und Roy Schwitters).
Er war 1974 bis 1976 im Programmkomitee des Brookhaven National Laboratory (BNL), zu der Zeit, als Samuel C. C. Ting dort das J/ψ-Meson fand. Er war 1981 bis 1984 und 1986 bis 1988 im High Energy Physics Advisory Panel (HEPAP) des Departement of Energy (DOE), als die Einstellung des Isabelle Beschleunigers am BNL beschlossen wurde.
1987 bis 1989 war er Vorsitzender der Users Organization des geplanten Superconducting Super Collider (SSC). Er war im Scientific Policy Committee des SLAC und war im Review Komitee für den Large Hadron Collider für das DOE.
1984 bis 1986 war er Associate Editor von Physical Review Letters und 1987 Vorstand der Abteilung Teilchen und Felder der American Physical Society.
Er ist Fellow der American Physical Society. 1971/72 war er Guggenheim Fellow.